# Peter Whelan
Pour les articles homonymes, voir Whelan.
Peter Whelan, né le 3 octobre 1931 à Stoke-on-Trent et mort le 3 juillet 2014 (à 82 ans), est un dramaturge britannique. Sa carrière compte de nombreuses pièces de théâtre produites pour la Royal Shakespeare Company, dont la plupart sont basées sur des événements historiques. Son œuvre la plus connue est The Herbal Bed en 1996, dont la production originale met en scène Joseph Fiennes, Teresa Banham et David Tennant.

## Pièces de théâtre
- Double Edge (1975) coécrit avec Leslie Darbon
- Captain Swing (1979)
- The Accrington Pals (1981)
- Clay (1982)
- A Cold Wind Blowing Up (1983) coécrit avec Leslie Darbon
- World's Apart (1986)
- The Bright and Bold Design (1991)
- The School of Night (1992)
- Shakespeare Country (1993)
- The Tinder Box (1995)
- The Divine Right (1996)
- The Herbal Bed (1996)
- Nativity (1997) coécrit avec Bill Alexander
- Overture (1997)
- A Russian in the Woods (2001)
- The Earthly Paradise (2004)